# Communes de la province d'Isernia
- Haut – A
- B
- C
- D
- E
- F
- G
- H
- I
- J
- K
- L
- M
- N
- O
- P
- Q
- R
- S
- T
- U
- V
- W
- X
- Y
- Z

## A
- Acquaviva d'Isernia
- Agnone

## B
- Bagnoli del Trigno
- Belmonte del Sannio

## C
- Cantalupo nel Sannio
- Capracotta
- Carovilli
- Carpinone
- Castel San Vincenzo
- Castel del Giudice
- Castelpetroso
- Castelpizzuto
- Castelverrino
- Cerro al Volturno
- Chiauci
- Civitanova del Sannio
- Colli a Volturno
- Conca Casale

## F
- Filignano
- Forlì del Sannio
- Fornelli
- Frosolone

## I
- Isernia

## L
- Longano

## M
- Macchia d'Isernia
- Macchiagodena
- Miranda
- Montaquila
- Montenero Val Cocchiara
- Monteroduni

## P
- Pesche
- Pescolanciano
- Pescopennataro
- Pettoranello del Molise
- Pietrabbondante
- Pizzone
- Poggio Sannita
- Pozzilli

## R
- Rionero Sannitico
- Roccamandolfi
- Roccasicura
- Rocchetta a Volturno

## S
- San Pietro Avellana
- Sant'Agapito
- Sant'Angelo del Pesco
- Sant'Elena Sannita
- Santa Maria del Molise
- Scapoli
- Sessano del Molise
- Sesto Campano

## V
- Vastogirardi
- Venafro